# Portrait d'un chevalier de l'ordre des Saints-Maurice-et-Lazare
Portrait d'un chevalier de l'ordre des Saints-Maurice-et-Lazare est un tableau réalisé par la peintre italienne Artemisia Gentileschi en 1622. 
De format vertical, cette huile sur toile est le portrait d'un gonfalonier, chevalier de l'ordre des Saints-Maurice-et-Lazare, sans doute Andrea Barbazza (1581-1656), ou bien le marquis Giovanni Battista Mattei (1568-1624).
Vêtu de son armure, il y figure en pied dans un intérieur, entre une bannière portant l'insigne pontifical à droite, et son casque doté d'un cimier à panache à gauche. 
L'œuvre est conservée au Palazzo d'Accursio, à Bologne, en Émilie-Romagne.